# Songea
Songea ist eine Stadt in Tansania und Hauptstadt der Ruvuma-Region.

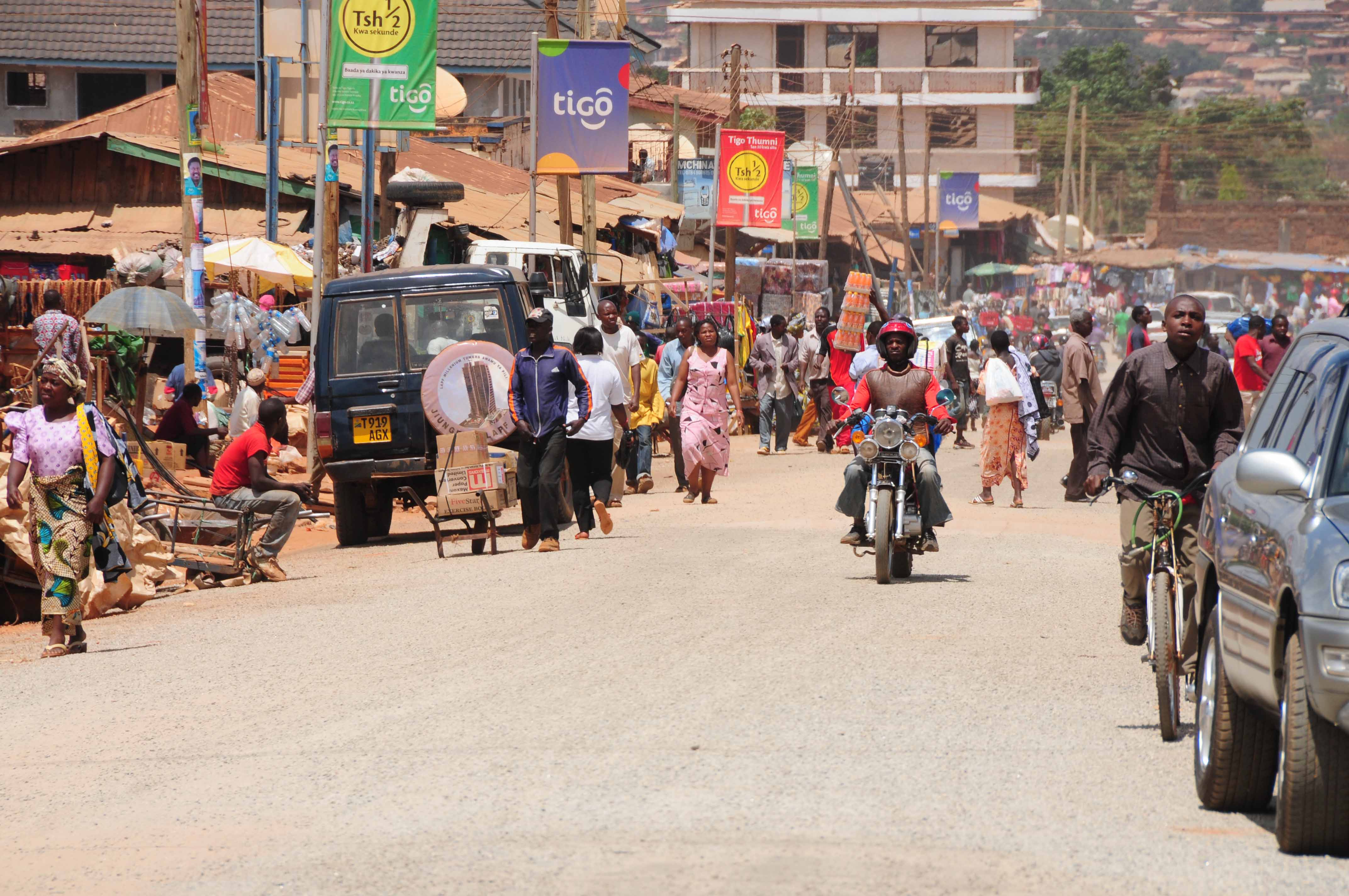
Straßenszene in Songea

## Geographie
Songea liegt im Südwesten von Tansania in einer Seehöhe von 1116 Metern auf dem südlichen Hochland. Südlich der Stadt steigen Berge rasch auf 1500 Meter an. Das Klima in der Stadt ist warm und gemäßigt, Cwa nach der effektiven Klimaklassifikation. Die Niederschläge von über 1200 Millimeter im Jahr fallen hauptsächlich in der Zeit von Ende November bis Anfang April. In der Trockenzeit von Juni bis September regnet es kaum. Die Tagesdurchschnittstemperaturen schwanken von 17,3 Grad Celsius im Juli bis 23,6 Grad im November.

## Bevölkerung
Songea hat 286.285 Einwohner (Volkszählung 2022). Die größte ethnische Gruppe sind die Ngoni, die im 19. Jahrhundert aus dem Süden einwanderten.

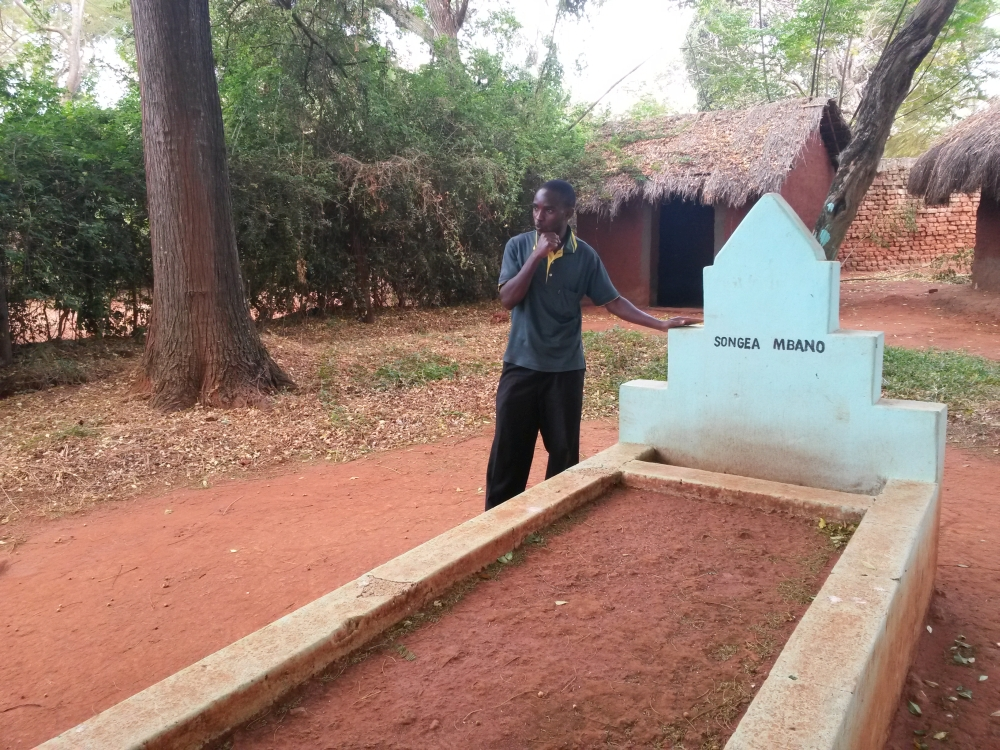
Das Grab von Songea Mbano

Bevölkerungsentwicklung:
| Jahr          | Einwohner |
| ------------- | --------- |
| 1978 (Zensus) | 17.955    |
| 1988 (Zensus) | 52.985    |
| 2002 (Zensus) | 108.771   |
| 2012 (Zensus) | 203.309   |
| 2022 (Zensus) | 286.285   |

## Geschichte
Zwischen 1905 und 1907 war der Ort mit seiner Umgebung einer der Brennpunkte des Maji-Maji-Krieges in Deutsch-Ostafrika.
Unterkönig (nduna) Songea Mbano, nach dem die Niederlassung und spätere Stadt Songea benannt ist, war der erste Anführer der Ngoni (siehe unter Nguni), der sich der Maji-Maji-Freiheitsbewegung anschloss. Der Freiheitsheld wurde verletzt, gefangen und am 27. Februar 1906 mit anderen von Angehörigen einer Einheit Deutscher Marineinfanterie unter Major Johannes gehängt.

## Verwaltungsgliederung
Songea ist ein eigener Wahlkreis (Municipal Council), der in zwei Divisionen und 21 Gemeinden (Wards) gegliedert ist:

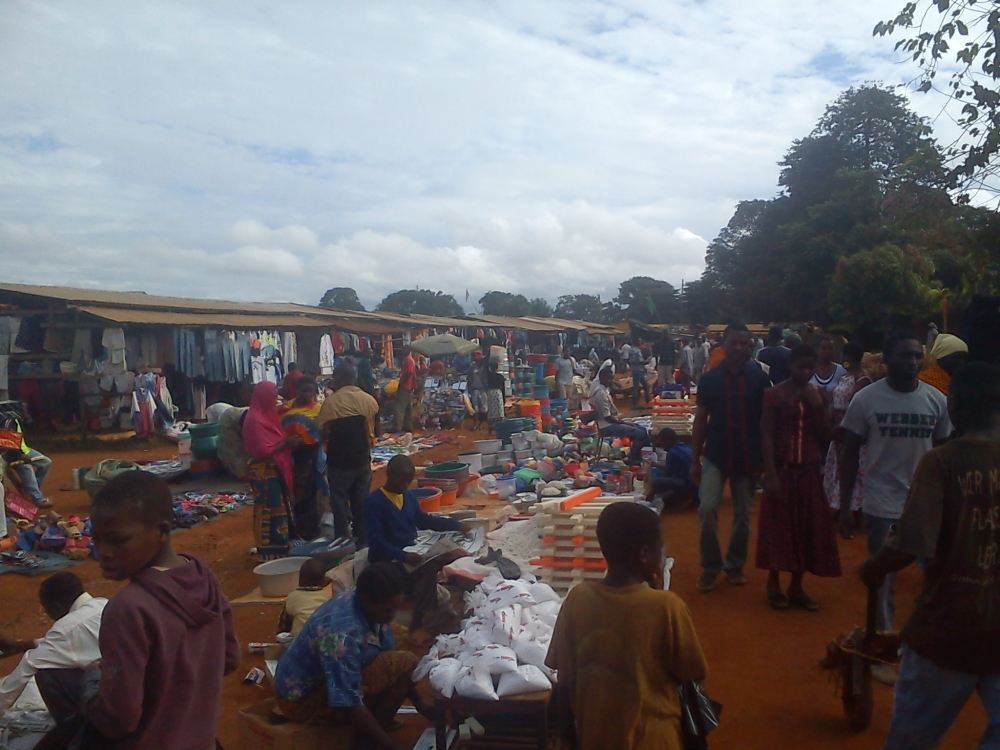
Markt in Songea

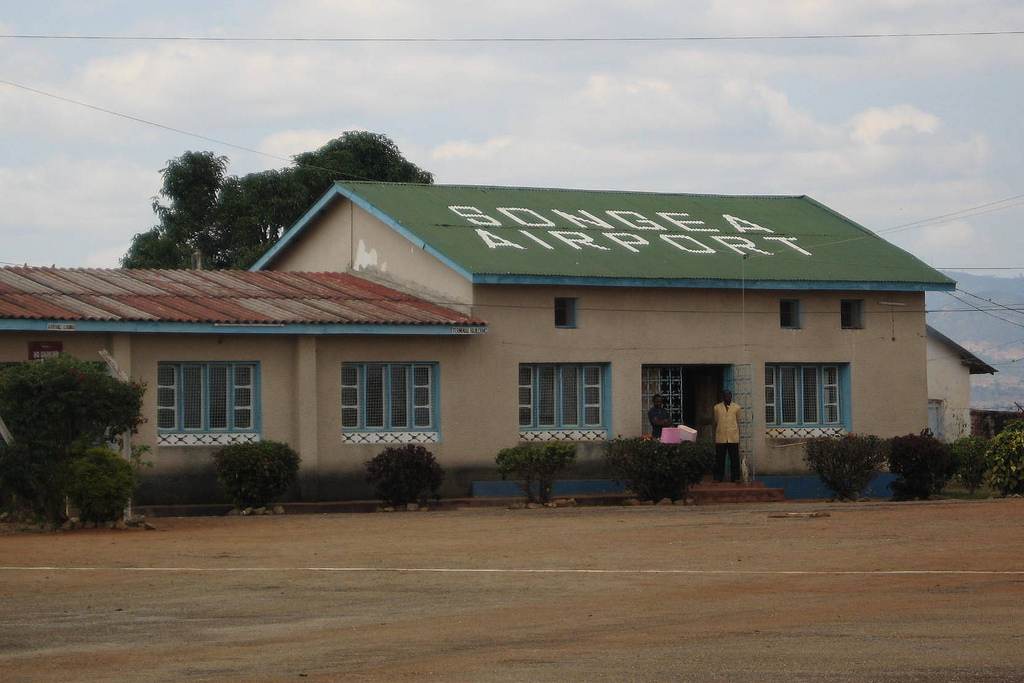
Das Flughafengebäude

| Division | Gemeinde   | Typ            |
| -------- | ---------- | -------------- |
| Ost      | Mjini      | innerstädtisch |
| Ost      | Misufini   | innerstädtisch |
| Ost      | Bombambili | innerstädtisch |
| Ost      | Mshangano  | peripher       |
| Ost      | Matogoro   | peripher       |
| Ost      | Mletele    | peripher       |
| Ost      | Tanga      | peripher       |
| West     | Mfaranyaki | innerstädtisch |
| West     | Majengo    | innerstädtisch |
| West     | Matarawe   | innerstädtisch |
| West     | Lizaboni   | innerstädtisch |
| West     | Ruvuma     | innerstädtisch |
| West     | Ruhuwiko   | peripher       |
| West     | Subira     | peripher       |
| West     | lilambo    | peripher       |

## Wirtschaft und Infrastruktur
- Landwirtschaft: Die Landwirtschaft trägt rund drei Viertel zum Bruttoinlandsprodukt der Stadt bei. In den peripheren Gemeinden werden vor allem Mais, Bohnen, Maniok, Hirse, Sonnenblumen, Mangos, Bananen und Gemüse angebaut.[8] Von den 47.000 Haushalten des Jahres 2012 hielt ein Viertel Haustiere, vor allem Hühner.[9]
- Gewerbe, Industrie und Handel: Es gibt keine großen Industrien in der Stadt. Klein- und Mittelbetriebe stellen Möbel her, verarbeiten Metalle und sind in verschiedenen Handwerken tätig. Der Handel beschäftigt sich überwiegend mit dem Verkauf von landwirtschaftlichen Produkten.[10]
- Straßen: Durch Songea verläuft die asphaltierte Nationalstraße T6 von Mtwara am Indischen Ozean nach Makambako. In Songea zweigt die ebenfalls asphaltierte Nationalstraße T12 zum Malawisee ab.[11]
- Flughafen: Der Flughafen hat eine 1625 Meter lange asphaltierte Landebahn.[12] Es gibt Dreiecksflüge von Daressalam nach Iringa und über Songea zurück nach Daressalam (Stand 2020).[13]

## Religion
Die Stadt ist Sitz eines katholischen Erzbischofs.
Etwa 20 km von Songea entfernt befindet sich der Ort Peramiho, mit Abtei der Missions-Benediktiner und Priorat der Missions-Benediktinerinnen. Ein Teil ihrer Projekte werden zusammen unter anderem von Spendern und Stiftungen finanziert, darunter die PATRIZIA KinderHaus-Stiftung, die 2002 den Neubau einer Kinderstation im Krankenhaus der Mission in Peramiho gefördert hat.

## Sonstiges
- Landesvorwahl Tansania:00255
- Area Code: 25

## Persönlichkeiten
- Asha-Rose Migiro (* 1956), Juristin und Politikerin